# Ano comercial
Chama-se ano comercial o período de tempo em que se considera que o ano tem 360 dias e cada um dos meses 30 dias, indistintamente.
É utilizado na contabilidade e também na matemática financeira com o objetivo de simplificar os cálculos com datas.